# إتش تي سي تشاتشا
إتش تي سي تشاتشا (بالإنجليزية: HTC ChaCha) هو هاتف محمول من إتش تي سي يعمل بنظام أندرويد، تم طرحه في الأسواق في يونيو 2011.

## الخصائص
- نظام التشغيل: أندرويد
- الشاشة: شاشة لمس 480×320
- الوزن: 124 غرام
- المعالج: 800 ميجا هرتز
- الذاكرة: 512 ميجابايت
- الحجم: 64.6 × 114.4 × 10.7 ملم
- الكاميرا:5 ميغا بكسل ونوع الفلاش ديود ضوئي ودقة الكاميرا الامامية 0.3

## الذاكرة
سعة كرت الذاكرة القصوى	الخارجية
32 غيغا بايت

## مواصفات أخرى
واي فاي	Wi-Fi n
إصدار اليو إس بي	microUSB
يحتوي على بلوتوث الإصدار الثالث.

## وصلات خارجية
- الموقع الإلكتروني